# Dog Poison
Dog Poison — девятый студийный альбом американской рок-группы Osees из Сан-Франциско. Он был выпущен 28 сентября 2009 года лейблом Captured Tracks. Это третий альбом, выпущенный под названием «Thee Oh Sees», после того как группа ранее была известна как «OCS», «The Ohsees» и «The Oh Sees».

## Отзывы
| Оценки критиков | Оценки критиков |
| Источник        | Оценка          |
| --------------- | --------------- |
| Allmusic        | [ 1 ]           |
| Pitchfork Media | (6.8/10)        |
| Prefix Magazine | (positive)      |
| Tiny Mix Tapes  | [ 4 ]           |

Альбом получил положительные отзывы от музыкальных критиков.
Марк Деминг написал в AllMusic, что «В альбоме Dog Poison Джон Дуайер и его коллеги по группе срываются с обрыва прямо в звучание пурпура; открываясь парой слегка шатающихся акустических треков, Dog Poison вскоре переходит в более громкий и шумный грув, но при этом заметно более сдержанный, чем их предыдущая работа, и больше похожий на домашнюю запись, на которой Дуайер и его друзья создают свои болотистые, психоделические шумы посреди какой-то гостиной-хутенанни. Во многих отношениях более простой и органичный тон Dog Poison хорошо подходит мелодическому чувству Дуайера (особенно в более тонких треках, которые отдалённо напоминают Tyrannosaurus Rex до того, как Марк Болан научился буги), а гулкий, перегруженный бас и неточные наложения придают этой записи звучание, напоминающее повреждённые кислотой самодельные психоделические альбомы конца 60-х и начала 70-х годов, которые, без сомнения, оказали сильное влияние на эту группу. Но с продолжительностью всего 24 минуты Dog Poison значительно менее амбициозен как по размеру, так и по масштабу, чем предыдущие альбомы Thee Oh Sees, и хотя в Help был явный, хотя и беспорядочный метод в их безумии, слишком много материала на этом альбоме является результатом работы талантливых, но несосредоточенных музыкантов, которые просто балуются и не идут никуда. Thee Oh Sees всегда звучали несколько непоследовательно, но, как гласит старая пословица, не все, кто блуждает, потеряны; на Dog Poison они звучат скорее так, как будто застряли на месте, и хотя, похоже, они там неплохо развлекаются, готовый продукт говорит о том, что им лучше выбираться оттуда почаще».

## Список композиций
| №   | Название                              | Длительность |
| --- | ------------------------------------- | ------------ |
| 1.  | «The River Rushes (To Screw MD Over)» | 2:22         |
| 2.  | «Fake Song»                           | 2:15         |
| 3.  | «The Fizz»                            | 2:00         |
| 4.  | «Sugar Boat»                          | 1:59         |
| 5.  | «Head of State»                       | 2:05         |
| 6.  | «I Can't Pay You to Disappear»        | 2:32         |
| 7.  | «The Sun Goes All Around»             | 2:23         |
| 8.  | «Voice in the Mirror»                 | 2:17         |
| 9.  | «Dead Energy»                         | 2:49         |
| 10. | «It's Nearly Over»                    | 3:14         |

## Участники записи
По данным AllMusic.
- Джон Дуайер — автор, исполнитель
- Эрик Лэндмарк — мастеринг
- Пол Уэйкерс — обложка